# Italie aux Jeux olympiques d'hiver de 2006
Cet article contient des informations sur la participation et les résultats de l'Italie aux Jeux olympiques d'hiver de 2006 chez elle à Turin.
Les athlètes italiens se sont classés au neuvième rang du classement des nations avec onze médailles (cinq d'or et six de bronze).

## Liste des médaillés italiens

### Médailles d'or
| Sport               | Discipline               | Sportifs                                                              | Performance       |
| Médailles d'or : 5  |                          |                                                                       |                   |
| Luge                | Solo (H)                 | Armin Zöggeler                                                        | 3 min 26 s 088    |
| Patinage de vitesse | Poursuite par équipe (H) | Matteo Anesi Stefano Donagrandi Enrico Fabris Ippolito Sanfratello    | 3 min 44 s 46     |
| Patinage de vitesse | 1 500 m (H)              | Enrico Fabris                                                         | 1 min 45 s 96     |
| Ski de fond         | Relais 4 × 10 km (H)     | Fulvio Valbusa Giorgio Di Centa Pietro Piller Cottrer Christian Zorzi | 1 h 43 min 45 s 7 |
| Ski de fond         | 50 km libre (H)          | Giorgio Di Centa                                                      | 2 h 06 min 11 s 8 |

### Médailles de bronze
| Sport                                | Discipline          | Sportifs                                                             | Performance       |
| Médailles de bronze : 6              |                     |                                                                      |                   |
| Bobsleigh                            | Bob à deux (F)      | Gerda Weissensteiner Jennifer Isacco                                 | 3 min 51 s 01     |
| Luge                                 | Duo (H)             | Gerhard Plankensteiner Oswald Haselrieder                            | 1 min 34 s 930    |
| Patinage de vitesse                  | 5 000 m (H)         | Enrico Fabris                                                        | 6 min 18 s 25     |
| Patinage de vitesse sur piste courte | Relais 3 000 m (F)  | Marta Capurso Arianna Fontana Cecillia Maffei Katia Zini Mara Zini   | 4 min 20 s 030    |
| Ski de fond                          | Poursuite 30 km (H) | Pietro Piller Cottrer                                                | 1 h 17 min 01 s 7 |
| Ski de fond                          | Relais 4 × 5 km (F) | Arianna Follis Gabriella Paruzzi Antonella Confortola Sabina Valbusa | 54 min 58 s 7     |

## Biathlon
Hommes
- Sergio Bonaldi
- Christian De Lorenzi
- Paolo Longo
- Wilfried Pallhuber
- Rene Laurent Vuillermoz

Femmes
- Barbara Ertl
- Katja Haller
- Michela Ponza
- Nathalie Santer
- Saskia Santer

## Bobsleigh
Hommes
- Stefano Bartocci
- Simone Bertazzo
- Antonio De Sanctis
- Giorgio Morbidelli
- Luca Ottolino
- Samuele Romanini
- Omar Sacco
- Matteo Torchio
- Fabrizio Tosini

Femmes
- Jessica Gillarduzzi
- Jennifer Isacco
- Carola Mellano
- Fabiana Mollica
- Gerda Weissensteiner

## Combiné nordique
Hommes
- Davide Bresadola
- Giuseppe Michielli
- Daniele Munari
- Alessandro Pittin
- Jochen Strobl

## Curling
Hommes
- Fabio Alvera
- Marco Mariani
- Antonio Menardi
- Joel Therry Retornaz
- Gian Paolo Zandegiacomo

Femmes
- Eleonora Alvera
- Violetta Caldart
- Diana Gaspari
- Giulia Lacedelli
- Rosa Pompanin

## Hockey sur glace
Hommes
- Luca Ansoldi
- Rene Baur
- Christian Borgatello
- Joe Busillo
- Mario Chitarroni
- Jason Cirone
- Giorgio De Bettin
- Manuel De Toni
- Armin Helfer
- Gunther Hell
- Anthony Iob
- Stefano Margoni
- Jason Muzzatti
- Bob Nardella
- John Parco
- Florian Ramoser
- Giulio Scandella
- Andre Signoretti
- Michele Strazzabosco
- Lucio Topatigh
- Carter Trevisani
- Tony Tuzzolino
- Stefan Zisser

Femmes
- Michela Angeloni
- Evelyn Bazzanella
- Valentina Bettarini
- Celeste Bissardella
- Heidi Caldart
- Silvia Carignano
- Diana Da Rugna
- Anna De La Forest
- Nadia De Nardin
- Linda De Rocco
- Rebecca Fiorese
- Sabina Florian
- Luana Frasnelli
- Manuela Friz
- Waltraud Kaser
- Maria Michaela Leitner
- Debra Montanari
- Katharina Sparer
- Silvia Toffano
- Sabrina Viel

## Luge
Hommes
- Patrick Gruber
- Oswald Haselrieder
- Wilfried Huber
- Christian Oberstolz
- Gerhard Plankensteiner
- Reinhold Rainer
- Armin Zoeggeler

Femmes
- Anastasia Antonova Oberstolz
- Sarah Podorieszach

## Patinage artistique
Femmes
- Silvia Fontana
- Carolina Kostner

Hommes
- Karel Zelenka

Danse sur glace
- Federica Faiella et Massimo Scali
- Barbara Fusar Poli et Maurizio Margaglio

## Patinage de vitesse
Hommes
- Matteo Anesi
- Maurizio Carnino
- Stefano Donagrandi
- Enrico Fabris  au 5 000 m
- Ermanno Ioriatti
- Ippolito Sanfratello

Femmes
- Adelia Marra
- Chiara Simionato

## Saut à ski
Hommes
- Alessio Bolognani
- Sebastian Colloredo
- Andrea Morassi

## Patinage de vitesse sur piste courte
Hommes
- Fabio Carta
- Yuri Confortola
- Nicola Franceschina
- Nicola Rodigari
- Roberto Serra

Femmes
- Marta Capurso
- Arianna Fontana
- Cecillia Maffei
- Katia Zini
- Mara Zini

## Skeleton
Hommes
- Maurizio Oioli

Femmes
- Costanza Zanoletti

## Ski acrobatique
Hommes
- Walter Bormolini
- Claudio Bosia
- Simone Galli
- Mattia Pegorari

Femmes
- Mariangela Parravicini
- Deborah Scanzio

## Ski alpin
Hommes
- Massimiliano Blardone
- Peter Fill
- Kristian Ghedina
- Manfred Moelgg
- Giorgio Rocca
- Alberto Schieppati
- Hannes Paul Schmid
- Davide Simoncelli
- Patrick Staudacher
- Kurt Sulzenbacher
- Patrick Thaler

Femmes
- Daniela Ceccarelli
- Annalisa Ceresa
- Chiara Costazza
- Elena Fanchini
- Nadia Fanchini
- Denise Karbon
- Daniela Merighetti
- Manuela Moelgg
- Karen Putzer
- Lucia Recchia
- Wendy Siorpaes

## Ski de fond
Hommes
- Marco Cattaneo
- Valerio Checchi
- Giorgio Di Centa
- Loris Frasnelli
- Renato Pasini
- Pietro Piller Cottrer
- Fabio Santus
- Cristian Saracco
- Freddy Schwienbacher
- Fulvio Valbusa
- Christian Zorzi

Femmes
- Antonella Confortola
- Arianna Folis
- Magda Genuin
- Gabriella Paruzzi
- Stephanie Santer
- Sabina Valbusa

## Snowboard
Slalom géant parallèle hommes
- Meinhard Erlacher
- Roland Fischnaller
- Rudy Galli
- Simone Salvati

Halfpipe hommes
- Giacomo Kratter
- Manuel Pietropoli

Halfpipe femmes
- Romina Masolini

Cross hommes
- Simone Malusa
- Stefano Pozzolini
- Francesco Sandrini
- Alberto Schiavon
- Tommaso Tagliaferri

Cross femmes
- Carmen Ranigler

## Sources
- (en) Cet article est partiellement ou en totalité issu de l’article de Wikipédia en anglais intitulé « Italy at the 2006 Winter Olympics » (voir la liste des auteurs).